# Casa Dickenson
La Casa Dickenson es una residencia histórica ubicada en Greenville, Alabama, Estados Unidos.

## Historia
La casa es un ejemplo de la arquitectura vernácula del sur de Alabama, con un techo a cuatro aguas rematado con una plataforma plana. La casa tiene un porche envolvente sostenido por columnas jónicas. Una buhardilla dos aguas con un respiradero adorna el lado izquierdo de la fachada. La entrada principal tiene detalles de Eastlake, un espejo de popa y luces laterales. El interior presenta detalles del estilo Reina Ana que incluyen puertas con paneles horizontales y revestimiento de madera con paneles.
La casa fue incluida en el Registro Nacional de Lugares Históricos en 1986.